# Enfants non accompagnés
Enfants non accompagnés (Unaccompanied Minors ; Jeunes sans surveillance au Québec) est un film de Noël américain réalisé par Paul Feig, sorti en 2006.
Le film est inspiré d'une histoire vraie, intitulée In the Event of an Emergency, Put Your Sister in an Upright Position, contée par Susan Burton dans le cadre de l'émission radiophonique publique This American Life.

## Synopsis
La veille de Noël, un blizzard paralyse complètement un aéroport de Chicago, empêchant des milliers de personnes de rejoindre leurs proches. Parmi eux se trouvent plusieurs enfants voyageant seuls, généralement parce que leurs parents sont divorcés et qu'ils sont entre deux foyers. Le personnel de l'aéroport se charge de superviser ces jeunes non accompagnés et de les mener à un hôtel des environs. Cependant, dans la confusion, cinq d'entre eux s'échappent et vont semer la pagaille à travers le terminal, au grand dam de la direction et des gardes de sécurité.

## Fiche technique
- Titre original : Unaccompanied Minors
- Titre québécois : Jeunes sans surveillance
- Réalisation : Paul Feig
- Scénario : Jacob Meszaros et Mya Stark
- Production : Michael Aguilar et Lauren Shuler Donner
- Musique : Michael Andrews
- Studio de production : Village Roadshow Pictures
- Distribution : Warner Bros. Pictures
- Dates de sortie :
  - États-Unis : 8 décembre 2006[2]
  - France : inconnue[3]
  - Canada : 8 décembre 2006[1]
- Format : 2.35 : 1[2]
- Pays de production[2] :  États-Unis
- Langue[2] : Anglais
- Genre : Comédie
- Durée : 89 minutes[3]

## Distribution
- Dyllan Christopher (VQ : Xavier Dolan) : Spencer Davenport
- Tyler James Williams (VQ : Samuel Hébert) : Charlie Goldfinch
- Gina Mantegna (VQ : Stéfanie Dolan) : Grace Conrad
- Quinn Shephard (VQ: Claudia-Laurie Corbeil): Donna Malone
- Brett Kelly (VQ : Frédérique Dufort) : Timothy "Beef" Wellington
- Wilmer Valderrama (VF : Paolo Domingo ; VQ : Jean-François Beaupré) : Zach Van Bourke/Van Dork
- Dominique Saldaña (VQ : Laetitia Isambert-Denis) : Katherine Davenport
- Lewis Black (VF : Patrick Poivey ; VQ : Jean-Marie Moncelet) : Oliver Porter
- Wayne Federman : Airport Attendant
- Teri Garr : la sœur de Valerie
- Mario López : Part-Time Substitute minors watcher
- Paget Brewster (VF : Magali Barney ; VQ : Isabelle Leyrolles) : Valerie Davenport
- Rob Corddry (VQ : Frédéric Desager) : Sam Davenport
- Jessica Walter : Cindi
- Rob Riggle (VF : Constantin Pappas ; VQ : François Trudel) : Head Guard Hoffman
- David Koechner (VQ : Sylvain Hétu) : Ernie
- Tony Hale : Alan Davies
- Cedric Yarbrough : Melvin Goldfinch
- Kristen Wiig : Carole Malone
- Al Roker : lui-même

Source et légende : Version québécoise (VQ) sur Doublage QC.